# Боденфелде
Боденфелде (њем. Bodenfelde) општина је у њемачкој савезној држави Доња Саксонија. Једно је од 12 општинских средишта округа Нортхајм. Према процјени из 2010. у општини је живјело 3.453 становника. Посједује регионалну шифру (AGS) 3155002.

## Географски и демографски подаци
Боденфелде се налази у савезној држави Доња Саксонија у округу Нортхајм. Општина се налази на надморској висини од 118 метара. Површина општине износи 19,9 km².

## Становништво
У самом мјесту је, према процјени из 2010. године, живјело 3.453 становника. Просјечна густина становништва износи 174 становника/km².

## Међународна сарадња
| Мјесто         | Држава    | Врста сарадње | Од    |
| -------------- | --------- | ------------- | ----- |
| Шпитал ам Пирн | Аустрија  | партнерство   | 1977. |
|                | Француска | контакт       | 2000. |
| Извор          |           |               |       |